# توسوات لیموانساتیان
توسوات لیموانساتیان (تایلندی: ทศวรรษ ลิ้มวรรณเสถียร؛ زادهٔ ۱۷ مهٔ ۱۹۹۳) بازیکن فوتبال اهل تایلند است.
از باشگاه‌هایی که در آن بازی کرده‌است می‌توان به اشاره کرد.
وی همچنین در تیم‌های ملی فوتبال زیر ۲۳ سال تایلند و تایلند بازی کرده‌است.